# -ismo
-ismo è un suffisso presente in molte parole della lingua italiana. Solitamente applicato ai sostantivi, -ismo si può tradurre in "prendere posizione a favore di" o "a imitazione di" e viene usato per indicare teorie, comportamenti, nonché movimenti e correnti di pensiero filosofici, politici, sociali e artistici.

## Etimologia e storia
ismo deriva dal suffisso greco antico -ισμός (-ismós). In seguito, il suffisso entrò nella lingua italiana attraverso il latino -ismus. Tra il diciannovesimo e il ventesimo secolo, l'ismo veniva adottato per indicare dei movimenti religiosi o di riforma controcorrente della loro epoca come, ad esempio, l'abolizionismo, il femminismo, il proibizionismo, il trascendentalismo e il socialismo. Nel 2004 l'Oxford English Dictionary riportò che ism, corrispondente inglese dell'italiano "-ismo", viene anche utilizzato in concetti che implicano la superiorità di un individuo su un altro (razzismo, sessismo, specismo), oppure il pregiudizio nel confronto del prossimo (ageismo, lookismo, ecc.) Nel 2015 il dizionario Merriam-Webster considerò -ism la parola dell'anno.